# Lygodiaceae
Ver Pteridophyta para una introducción a las plantas vasculares sin semilla
Las ligodiáceas (nombre científico Lygodiaceae, con su único género Lygodium) son una familia monotípica de helechos del orden Schizaeales, que en la moderna clasificación de Christenhusz et al. 2011 son monofiléticas.
Esta planta, llamada "helecho trepador", posee un tallo subterráneo (rizoma) del que se elevan las largas hojas compuestas, de raquis voluble que las enroscan a los soportes pudiendo alcanzar los 30 metros de altura. Las hojas que se elevan del rizoma y se enroscan a los soportes carecen de los nudos y yemas que caracterizan a los tallos de las plantas guiadoras.

## Taxonomía
Introducción teórica en Taxonomía
La clasificación más actualizada es la de Christenhusz et al. 2011 (basada en Smith et al. 2006, 2008); que también provee una secuencia lineal de las licofitas y monilofitas.
- Familia 13. Lygodiaceae M.Roem., Handb. Allg. Bot. 3: 520 (1840).

1 género (Lygodium). Referencia: Madeira et al. (2008).
Especies
- Lygodium articulatum –
- Lygodium circinatum –
- Lygodium conforme –
- Lygodium cubense –
- Lygodium digitatum –
- Lygodium flexuosum (L.) Sw. - nito de Filipinas, nitongputi.[6]
- Lygodium japonicum –
- Lygodium microphyllum (Cav.) R. Br.
- Lygodium microstachyum –
- Lygodium palmatum (Bernh.) Swartz
- Lygodium polystachyum –
- Lygodium reticulatum –
- Lygodium salicifolium –.
- Lygodium subareolatum –
- Lygodium trifurcatum –
- Lygodium venustum
- Lygodium volubile –
- Lygodium versteeghii –.
- Lygodium yunnanense –

### ClasificaciónsensuSmithet al.2006
Ubicación taxonómica:
Plantae (clado), Viridiplantae, Streptophyta, Streptophytina, Embryophyta, Tracheophyta, Euphyllophyta, Monilophyta, Clase Polypodiopsida, Orden Schizaeales, familia Lygodiaceae, género Lygodium.
Cerca de 25 especies.

### Desarrollo de Clasificación
La estructura básica de la clasificación de Lygodiaceae no ha cambiado mucho, pero la nomenclatura ha cambiado substancialmente. Antes de Smith et al. (2006), Wunderlin y Hansen (2000) crearon una filogenia en que Lygodium era un miembro de la familia Schizaeaceae que era hermana al género Schizaea. Smith editó esto, y él puso a Lygodium en su propia familia - Lygodiaceae. Christenhusz (2011) cambió el sistema de Smith et al. (2006) con su actualización de Lygodium en que Lygodium era el único género en la subfamilia Lygodioideae, que era un miembro de la familia Schizaeaceae. El sistema de Smith (2006) es lo que estaba usando por el Grupo De Filogenia Pteridofita  (PPG 1), y consecuentemente es el sistema más aceptado por la comunidad científica ahora. 

## Filogenia
Introducción teórica en Filogenia
Monofilético (Skog et al. 2002, Wikström et al. 2002).

## Ecología
Todos los miembros del género Lygodium son terrestres, y tienen tipos similares de desarrollo y crecimiento; su raquis voluble le permite a la planta  escalar árboles grandes. Las plantas de Lygodium no son epífitas, pero la gran mayoría de su biomasa necesita el apoyo de otras plantas. La mayoría de las especies de Lygodium tiene una distribución pantropical. 

## Características
Con las características de Pteridophyta.
Rizoma postrado, esbelto, protostélico, con pelos.
Hojas de crecimiento indeterminado, trepadoras, con pinas alternadas, las pinas primarias divididas pseudodicotómicamente ("falsamente divididas en dos"), dejando la yema apical en dormición en la axila. Venas libres o anastomosadas.
Soros en lóbulos de los segmentos terminales.
Esporangios abaxiales, solitarios, uno por soro. Cada esporangio cubierto por una pestaña de la hoja que parece un indusio. 128-256 esporas por esporangio.
Esporas tetraédricas, con marca trilete.
Gametofitos verdes, cordados, superficiales.
Número de cromosomas: x = 28, 29,30.